# Helmut Neuhold
Helmut Neuhold (* 1959 in Wien) ist ein österreichischer Historiker.
Neuhold studierte Geschichte und Politikwissenschaft an der Universität Wien und wurde 2001 bei Bertrand Michael Buchmann und Wolfdieter Bihl mit der Dissertation Konkurrenz für Krupp: Das Leben des Franz Freiherrn von Uchatius zum Dr. phil. promoviert.
Der freiberufliche Historiker veröffentlichte zahlreiche militärhistorische und biographische Werke, überwiegend in der populärwissenschaftlichen Reihe marixwissen im Wiesbadener Marix Verlag.

## Schriften (Auswahl)
- Konkurrenz für Krupp: Das Leben des Franz Freiherrn von Uchatius (= Militärgeschichtliche Dissertationen österreichischer Universitäten. Bd. 15). öbv und hpt, Wien 2004, ISBN 3-209-04522-4.
- Die großen Eroberer (= marixwissen). Marixverlag, Wiesbaden 2008, ISBN 978-3-86539-946-5.
- Das andere Habsburg: Homoerotik im österreichischen Kaiserhaus. Tectum-Verlag, Marburg 2008, ISBN 978-3-8288-9669-7.
- Österreichs Helden zur See: Kapitäne – Forscher – Entdecker. Styria, Wien u. a. 2010, ISBN 978-3-222-13306-0.
- Der Dreißigjährige Krieg (= marixwissen). Marixverlag, Wiesbaden 2011, ISBN 978-3-86539-960-1.
- Österreichs Kriegshelden: Landsknechte – Haudegen – Feldherren. Ares-Verlag, Graz 2012, ISBN 978-3-902475-99-2.
- Die großen Herrscher Österreichs (= marixwissen). Marixverlag, Wiesbaden 2012, ISBN 978-3-86539-970-0.
- mit Michael Hlatky (Hrsg.): Die Jagd in Österreich. Kral-Verlag, Berndorf 2013, ISBN 978-3-99024-216-2.
- Die berühmtesten Freibeuter und Piraten (= marixwissen). Marixverlag, Wiesbaden 2013, ISBN 978-3-86539-973-1.
- Die Staufer: Von 1025 bis 1268 (= marixwissen). Marixverlag, Wiesbaden 2014, ISBN 978-3-86539-984-7.
- 1866 Königgrätz (= marixwissen). Marixverlag, Wiesbaden 2016, ISBN 978-3-7374-1011-3.
- Kriegsstrategien. Von der Antike bis heute (= marixwissen). Marixverlag, Wiesbaden 2019, ISBN 978-3-7374-1093-9